# 9515 Dubner
9515 Dubner este un asteroid din centura principală, descoperit pe 5 septembrie 1975, de Mario Cesco.